# Führer der Unschlüssigen

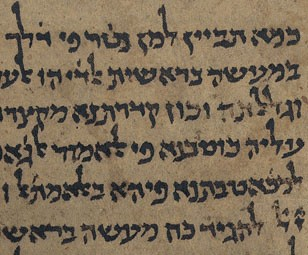
Ausschnitt aus dem Führer der Unschlüssigen aus dem Jahr 1200–1400 CE

Der Führer der Unschlüssigen (auch Führer der Irrenden, im judeo-arabischen דלאלת אלחאירין) ist das philosophische Hauptwerk des mittelalterlichen jüdischen Gelehrten Maimonides, das, von der jüdisch-kalamitischen Theologie und der peripatetisch-avicennischen Philosophie ausgehend, zu grundlegenden religiösen und philosophischen Fragen Stellung bezieht. Es sollte in erster Linie dem Nachweis dienen, dass die jüdische Tradition bei richtiger Interpretation – also unter Beachtung der unvermeidbaren Bildlichkeit der Sprache, auch jener der biblischen Rede – der Vernunfterkenntnis entspricht.
Das Werk hatte größten Einfluss auf das Denken der jüdischen Nachwelt und diente auch arabischen und christlichen Philosophen und Theologen als Richtschnur. Innerjüdisch wurde Maimonides zu seiner Zeit von orthodoxen Gegnern auf das Heftigste bekämpft („Maimonidesstreit“, „Antimaimunisten“), nicht zuletzt weil sein Versuch, die Bibel mit der Philosophie zu versöhnen, als Weg von der Bibel weg und zur Philosophie hin verstanden wurde.

## Entstehung und Titel
Das Buch wurde gegen Ende des 12. Jahrhunderts von Maimonides – ursprünglich für seinen begeisterten Schüler Joseph ben Jehuda – auf Judäo-Arabisch unter dem Titel Dalālat alḥā’irīn דלאל̈ה אלחאירין arabisch دلالة الحائرين verfasst, ist jedoch hauptsächlich unter dem hebräischen Titel More Nevuchim („Lehrer der Beschämten bzw. Unschlüssigen, Verwirrten“ מורה נבוכים) bekannt geworden.

## Einteilung des Buches
Nach dem einleitenden Vorwort ist der Führer der Unschlüssigen in drei Bücher aufgeteilt:
- Der erste Teil befasst sich mit verschiedenen tradierten Prädikaten (Gott besitze eine Hand und andere Organe, er handle auf verschiedenste Weise usw.) und argumentiert – oftmals mittels linguistischer oder religionsgeschichtlicher Argumente – gegen eine wörtliche Lesart, die eine Vermenschlichung Gottes (Anthropomorphismus) implizieren würde. Es folgen eine ausgearbeitete Attributenlehre (Kap. 50ff) und eine Diskussion verschiedener theologischer Probleme, insbesondere eine Darstellung und Kritik des islamischen Kalam (Kap. 70f).
- Der zweite Teil diskutiert die Erschaffung der Welt, Gottesbeweise, die göttliche Vorsehung und die Gotteserkenntnis inklusive der Prophetie.
- Der dritte Teil beginnt mit Erörterungen der Kosmologie, die mit einer Auslegung der Ezechiel-Vision (Ma'asse Merkava) verknüpft wird. Es folgen Überlegungen zu Vorsehung und freiem Willen sowie Begründungen der göttlichen Gebote und eine Vermittlung von theoretischer und praktischer Philosophie.

## Zweck des Buches
Maimonides schrieb sein Werk für Leser, welche an ihrem Glauben festhalten und diesen auch ausüben, gleichzeitig jedoch ein Studium der Philosophie absolviert haben und durch die wörtliche Bedeutung von biblischen Ausdrücken verwirrt werden, in denen Gott mit menschlichen Zügen beschrieben wird. Einem solchen Leser zeigt Maimonides, dass diese schwierigen Ausdrücke neben ihrer wörtlichen Bedeutung eine zweite übertragene Bedeutung haben, und dass diese zweite Bedeutung auf Gott anzuwenden ist. Zudem werden im Führer der Unschlüssigen schwer verständliche biblische Gleichnisse erklärt. So dient das Buch dem philosophischen Verständnis der heiligen Schrift oder, in der Formulierung des Autors, „der Wissenschaft des Gesetzes in ihrem wahren Sinne“ bzw. „den Geheimnissen der Schrift“ (Vorwort zum Führer der Unschlüssigen).
Das Buch ist ausdrücklich nicht für ein Massenpublikum geschrieben. Gemäß der Mischna (Chagiga 2, 1) ist es verboten, auch nur eine Person in der Einleitung des Buches Ezechiel zu unterrichten, sofern dieser Schüler nicht weise und fähig ist, den Stoff selbst zu verstehen. Maimonides qualifiziert das Verbot als bindende Halacha und begründet dies in seinem Mischnakommentar mit dem damals gültigen philosophischen Standpunkt: das Unterrichten eines abstrakten Stoffes könne einen Schüler zum Unglauben führen, sofern der Stoff dessen Erfassungsvermögen übersteigt.
Dieses Verbot gegen die Veröffentlichung von Ansichten zu mystischen Fragen stellte den Autor vor ein Problem. Er war gezwungen, ein Werk zu schreiben, in dem esoterische Themen behandelt werden, was nach der jüdischen Überlieferung eigentlich verboten ist. Maimonides löste das Problem durch die Verwendung bestimmter literarischer Figuren. Zunächst widmete er sein Werk seinem Schüler Joseph ibn Sham'un, der nach dem Studium bei seinem Meister von Kairo nach Bagdad umzog. Das Buch ist also in formaler Hinsicht eine persönliche Mitteilung an einen einzigen Schüler. Zudem beschreibt Maimonides im einleitenden Widmungsbrief die geistige Entwicklung von Joseph und zeigt dabei auf, dass sein Schüler genügend philosophische Weisheit erworben habe, um selbständig denken zu können und somit die Bedingungen erfülle, sich esoterischen Disziplinen widmen zu können.
Maimonides war sich natürlich bewusst, dass auch weitere Personen sein Buch lesen würden, und musste deshalb noch zu weiteren Mitteln greifen. Im Stile islamischer Philosophen schrieb er sein Buch in einem enigmatischen Stil. Bei der Auseinandersetzung mit einem bestimmten Thema gelangt er an verschiedenen Stellen des Buches zu widersprüchlichen Aussagen. In der Einführung zum Führer der Unschlüssigen zählt er sieben verschiedene Arten von Widersprüchen in literarischen Werken auf und hält ausdrücklich fest, er werde von zweien davon Gebrauch machen. Es bleibt dem Leser überlassen, im Laufe der Lektüre die Widersprüche zu finden.

## Inhalt

### Gott
Gott ist das erste philosophische Thema von Maimonides. Ihm widmet der Autor den Großteil der ersten 49 Kapitel des ersten Teils des Führers der Unschlüssigen. Den Beginn seiner Exegese bilden Ausführungen zum Begriff Ebenbild Gottes, der in der Schöpfungsgeschichte verwendet wird. Maimonides verwirft das Argument, wonach Gott auch einen Körper haben müsse, da der Mensch im Ebenbild Gottes erschaffen worden sei. Der Autor zeigt, dass der hebräische Begriff zelem („Abbild, Ebenbild“) immer auf eine geistige Qualität hinweist, eine Essenz. Deshalb sei das Ebenbild Gottes im Menschen die menschliche Essenz – das bedeutet nicht die körperliche Gleichheit, sondern die menschliche Vernunft.
In den nächsten 11 Kapiteln wendet sich Maimonides der Frage der göttlichen Attribute zu (Teil I, Kap. 50–60). Die Bibel zählt zahlreiche Attribute Gottes auf, beschreibt ihn aber auch (im Schma Jisrael) als einzig. Wie kann Gott als einzigem Wesen eine Vielzahl von Attributen zugeschrieben werden? In der mittelalterlichen Scholastik wird zwischen essenziellen und akzidenziellen Attributen unterschieden. Essenzielle, wesentliche Attribute stehen in engem Zusammenhang mit der Essenz, wie zum Beispiel die Existenz des Lebens. Akzidenzielle Attribute, wie zum Beispiel Zorn oder Gnade, sind von der Essenz unabhängig, und ihre Änderung wirkt sich nicht auf die Essenz aus. Maimonides gelangt zur Schlussfolgerung, dass akzidenzielle Attribute im Sinne einer Handlung verstanden werden müssen; das heißt, wenn Gott als gnädig beschrieben werde, handle er voller Gnade. Essenzielle Attribute sind hingegen im Sinne einer Negation zu interpretieren; das bedeutet, wenn Gott als existent beschrieben werde, sei er nicht inexistent (negative Theologie).
Vor Maimonides hatten islamische und jüdische Gelehrte des Kalam die Existenz, Einheit und Körperlosigkeit Gottes sowie die Erschaffung der Welt argumentativ zu beweisen versucht. Maimonides fasst diese Argumente zusammen, um sie zu widerlegen (Teil I. Kap. 71–76). Im Falle der Erschaffung der Welt ist er der Ansicht, der Beweis für die Erschaffung bzw. den ewigen Bestand der Welt liege jenseits der Grenzen des menschlichen Verstandes.

### Schöpfung
Im zweiten Teil seines Werks befasst sich Maimonides zunächst mit den körperlosen Intelligenzen, die er mit den Engeln identifiziert (Teil II, Kap. 2–12), und anschließend mit der Schöpfung (Teil II, Kap. 13–26). Zum letzteren Thema zählt er drei Theorien der Erschaffung der Welt auf: die Schöpfung aus dem Nichts, die in der Tora vertreten wird, diejenige von Plato und anderen griechischen Philosophen, wonach Gott die Welt aus präexistenter Materie erschaffen habe, sowie die Theorie von Aristoteles, wonach die Welt ewig sei. Ein großer Teil der Diskussion ist der Behauptung gewidmet, dass die Beweise von Aristoteles und seinen Nachfolgern zur Ewigkeit der Welt keine richtigen Beweise seien. Mittels einer Analyse aristotelischer Texte versucht Maimonides aufzuzeigen, dass Aristoteles selbst seine Argumente nicht als schlüssige Beweisführung angesehen habe, sondern nur zeigen wollte, dass Ewigkeit plausibler als eine Schöpfung aus dem Nichts sei. Maimonides vertritt den Standpunkt, dass sowohl für die Schöpfung als auch für Ewigkeit der Welt plausible Argumente vorgebracht werden können. Nach einer Prüfung der beidseitigen Argumente kommt er jedoch zum Schluss, dass die Schöpfung wahrscheinlicher sei als die Ewigkeit, und macht sich die Lehre der creatio ex nihilo zu eigen. Ein weiterer Grund dafür ist, dass in der Schrift selbst die Schöpfung gelehrt wird. Für Maimonides ist das Prinzip der Schöpfung der Welt das wichtigste nach Gottes Einheit, da damit unter anderem die Möglichkeit von Wundern erklärt werden kann.
Wenn die Welt erschaffen wurde, wird sie irgendwann in Zukunft auch zu einem Ende kommen? Maimonides verneint diese Frage und fügt hinzu, die künftige Unzerstörbarkeit der Welt werde auch in der Bibel gelehrt (Teil II, Kap. 27–29). Dieser Teil wird mit einer Erklärung des Schöpfungsberichts zu Beginn des 1. Buches Mose und einer Diskussion des Schabbat abgeschlossen, der zum Teil auch eine Erinnerung an das Schöpfungswerk darstellt.

### Prophetie
Nachdem Maimonides im Vorwort die Natur der prophetischen Erfahrung beiläufig mit intellektueller Erleuchtung verglichen hat, legt er in Teil II, Kap. 32–48, den Schwerpunkt auf ihre psychologische und politische Funktion. Zunächst zählt er drei Theorien zur möglichen Entstehung der prophetischen Fähigkeit auf: Naive Gläubige vertreten die Meinung, dass Gott willkürlich jemanden als Propheten auswähle; Philosophen sind der Ansicht, dass prophetische Fähigkeiten dann auftreten, wenn die natürlichen Fähigkeiten des Menschen, insbesondere sein Intellekt, ein hohes Entwicklungsstadium erreichen; die Bibel schließlich geht von derselben Entwicklung der natürlichen Fähigkeiten aus, fügt jedoch die Abhängigkeit von Gott hinzu, der jemanden von der Tätigkeit des Prophezeiens abhalten könne, wenn er dies wünsche. Nach dieser letzten Ansicht hat Gott hinsichtlich der Prophetie eher eine negative als eine positive Rolle.
Maimonides beschreibt Prophetie als eine göttliche Emanation, die durch die Vermittlung des aktiven Intellekts zunächst die geistigen Fähigkeiten und anschließend die Phantasie des Menschen erreiche. Eine hochentwickelte Phantasie habe zwar kaum Einfluss auf das Erleuchtungserlebnis des Propheten, sei jedoch für seine politische Funktion von hervorragender Bedeutung. In Übereinstimmung mit den Ansichten islamischer Aristoteliker, insbesondere al-Fārābī, begreift Maimonides den Propheten als einen Staatsmann, der seinem Volk das Gesetz bringt und es zu seiner Einhaltung ermahnt. Diese Konzeption des Propheten als Staatsmann beruht auf Platons Idee des Philosophenkönigs, der nach den Ausführungen in der Politeia den Idealstaat errichtet und verwaltet. Maimonides sieht die hauptsächliche Funktion aller Propheten neben und nach Moses darin, die Menschen zu ermahnen, das Gesetz von Moses einzuhalten. Deshalb benötigten die Propheten eine phantasievolle Sprache und Gleichnisse, die die Phantasie der Volksmassen ansprechen. Maimonides beschreibt drei Persönlichkeitstypen: den Philosophen, der nur seinen Intellekt benutzt; den gewöhnlichen Staatsmann, der sich nur auf seine Phantasie stützt; und den Propheten, der beides verwendet.

### Natur des Bösen
Den dritten Teil seines Werks beginnt Maimonides mit einer philosophischen Interpretation des göttlichen Thronwagens Merkaba und identifiziert diese mit der Metaphysik, während die Schöpfungsgeschichte mit der Physik gleichgesetzt wird (Teil III, Kap. 1–7). Anschließend wendet er sich der praktischen Philosophie zu und beginnt mit der Erklärung der Natur des Bösen (Teil III, Kap. 8–12).
Der Autor akzeptiert die Doktrin der Neuplatoniker und anderer Monisten, dass das Böse kein unabhängiges Prinzip sei, sondern eher ein Mangel an Guten bzw. die Abwesenheit des Guten. Diesen Standpunkt muss er akzeptieren, denn mit der Annahme eines unabhängigen Prinzips des Bösen würde die Einzigkeit und Allmacht Gottes ausgeschlossen. Maimonides unterscheidet drei Arten des Bösen: Naturkatastrophen wie Überschwemmungen und Erdbeben, die nicht unter der Kontrolle des Menschen stehen; soziale Übel wie beispielsweise Kriege, und persönliche Übel wie die verschiedenen menschlichen Laster, die beide vom Menschen kontrolliert werden können. Da Naturkatastrophen selten seien, werde das meiste Übel in der Welt durch den Menschen verursacht und könne durch angemessene Übung vermieden werden. Maimonides wendet sich auch gegen die Ansicht, die Welt sei im Wesentlichen schlecht, und vertritt die Meinung, dass, wenn man von der Beschäftigung mit seinen persönlichen Schmerzen und Schwierigkeiten wegkommt und die Welt im Großen und Ganzen betrachte, sie nicht schlecht, sondern gut sei.

### Vorsehung
In Teil III, Kap. 16–21, diskutiert Maimonides göttliche Allwissenheit und wendet sich dann dem damit verbundenen Thema der göttlichen Vorsehung zu. Er unterscheidet zwischen allgemeiner Vorsehung, die sich auf die Naturgesetze bezieht, und der individuellen Vorsehung, das heißt Gottes Sorge um das Wohlergehen des einzelnen Menschen. Er zählt vier Theorien der Vorsehung auf, die von ihm verworfen werden: die Theorie des Epikureismus, wonach alles Geschehen in der Welt auf Zufall beruhe; die Theorie von Aristoteles (in Wirklichkeit die seines Kommentators Alexander von Aphrodisias), wonach es nur allgemeine, jedoch keine individuelle Vorsehung gebe; diejenige der islamischen Aschariten, einer Schule des Kalam, wonach der göttliche Wille alles beherrsche – somit würde sich die individuelle Vorsehung auf alles Geschaffene – Belebtes und Unbelebtes – erstrecken; und schließlich die Theorie der Mutaziliten, einer weiteren Schule des Kalam, nach der sich die individuelle Vorsehung auch auf Tiere, jedoch nicht auf unbelebte Gegenstände, erstrecke. Auch das Prinzip der Prüfung aus Liebe, das von einigen Geonim vertreten wird und wonach Gott einen gerechten Menschen leiden lasse, um ihn dann im Jenseits zu belohnen, verwirft Maimonides als ungerecht.
Schließlich vertritt er als seinen persönlichen Standpunkt, dass es individuelle Vorsehung gebe und dass sie durch das Ausmaß der Entwicklung des persönlichen Intellekts bestimmt werde. Je höher entwickelt ein menschlicher Intellekt sei, umso stärker unterliege er der göttlichen Vorsehung. In Kap. 22 und 23 von Teil III benutzt Maimonides diese Theorie, um in seiner Interpretation des Buches Ijob die Haltungen der dort auftretenden Personen gegenüber der zuvor besprochenen göttlichen Vorsehung zu erläutern.

### Das Gesetz Moses
Im abschließenden Teil seines Werks (Teil III, Kap. 26–49) unternimmt Maimonides den Versuch, die Gründe für das Gesetz von Moses und seine einzelnen Vorschriften zu erläutern. Er beruft sich dabei auf eine Unterscheidung aus dem Kreis der Mutaziliten, insbesondere auch von Saadia Gaon. Demnach werden innerhalb des göttlichen Gesetzes zwei Kategorien unterschieden: rational erklärbare Gebote, wie die Verbote von Mord und Diebstahl, zu deren Verständnis es keiner Offenbarung bedürfe; und offenbarte Gebote, wie das Gebet und die Beachtung von Feiertagen, die vom Standpunkt der Vernunft aus neutral und nur durch Offenbarung zu erkennen seien. Maimonides interpretiert diesen Standpunkt als einen Hinweis darauf, dass offenbarte Gebote weniger Gottes Weisheit als vielmehr seinem Willen entspringen würden. Er postuliert dagegen, dass sämtliche göttlichen Gebote auf göttlicher Weisheit beruhen, obwohl er zwischen leicht verständlichen Geboten (hebräisch mischpatim) und schwer verständlichen Geboten (hebräisch chukkim) unterscheidet und zugibt, dass einige besondere Gebote nicht vernunftmäßig zu begründen seien und ausschließlich auf Gottes Willen beruhen.
Nach Maimonides werden mit dem Gesetz Moses zwei Ziele verfolgt: einerseits das seelische bzw. geistige Wohlergehen des Menschen, anderseits sein körperliches Wohlergehen, das der Autor als moralisches Wohlergehen versteht. Letzteres wird durch politische und persönliche Integrität erreicht, ersteres durch wahre Glaubensgrundsätze. Maimonides unterscheidet zwischen wahren und notwendigen Glaubensvorstellungen. Zu den wahren Grundsätzen gehören Gottes Existenz, seine Einheit und Körperlosigkeit, die von jedermann ungeachtet seiner geistigen Fähigkeiten angenommen werden müssen. Notwendig sei zum Beispiel die Vorstellung, dass Gott diejenigen, die ihm nicht gehorchen, mit seinem Zorn verfolge. Solche Ideen hätten vor allem eine politische Funktion und seien hauptsächlich für den Durchschnittsmenschen gedacht, der ein Gesetz nur dann akzeptiere, wenn ihm dafür eine Belohnung bzw. bei Nichterfüllung eine Bestrafung versprochen werde. Ein Philosoph könne auf solche notwendigen Vorstellungen verzichten und gehorche dem göttlichen Gesetz einzig aus dem Grund, weil es der Wahrheit und dem Recht entspreche, ohne Rücksicht auf eine unmittelbare Belohnung.
Das Buch schließt mit einem zusätzlichen Abschnitt über die vollkommene Verehrung Gottes und die Vervollkommnung des Menschen.

### Eschatologie
Fragen der Eschatologie werden im Führer der Unschlüssigen kaum behandelt, obwohl ihnen Maimonides in anderen Werken breiten Raum gibt. In seinen Ausführungen über den Messias, die messianische Zeit, die Auferstehung der Toten und die kommende Welt folgt er traditionellen jüdischen Überlieferungen. In der für ihn typischen Art bemüht er sich, zur Erklärung dieser Phänomene möglichst wenig übernatürliche Begründungen heranzuziehen. Den Messias beschreibt er als irdischen König aus dem Hause Davids, der die Juden zurück in ihr Land bringen werde, vor allem aber Ruhe und Frieden auf der ganzen Welt schaffen werde und damit die vollständige Beachtung von Gottes Geboten erleichtere. Der Messias werde in hohem Alter sterben und von seinem Sohn gefolgt werden, dieser wiederum von seinem Sohn und so weiter. In seinem Brief an die Juden in Jemen (Iggeret Teman) berechnete Maimonides sogar das Ankunftsjahr des Messias, obwohl er im Allgemeinen Spekulationen dieser Art abgeneigt war.
In seiner Beschreibung der kommenden Welt postuliert Maimonides nur ein geistiges, jedoch kein körperliches Leben nach dem Tod, dessen Schwerpunkt auf der Betrachtung Gottes liege. Gewöhnlich spricht er von körperlosen Intelligenzen im Plural und impliziert damit eine individuelle Unsterblichkeit; es gibt jedoch auch Passagen, in denen auf eine kollektive Unsterblichkeit hingewiesen wird. Dies wäre so zu verstehen, dass in der kommenden Welt nur ein Geist für die ganze Menschheit besteht.

## Wirkungsgeschichte
Das Werk wurde im Mittelalter zweimal unter dem Titel More Newuchim ins Hebräische übersetzt:
- Die erste Übersetzung wurde von Samuel ibn Tibbon aus der Übersetzerfamilie Ibn Tibbon verfasst, der bei seiner Arbeit auf detaillierte Anweisungen des Autors zurückgreifen konnte.
- Die zweite Übersetzung stammt von Juda al-Charisi (1170–1235), einem spanisch-jüdischen Schriftsteller. Sie ist im Vergleich zu Ibn Tibbons Arbeit freier gehalten, wurde jedoch ins Lateinische (Augustus Justinianus, 1520 in Paris veröffentlicht) und Spanische (Pedro de Toledo) übersetzt und beeinflusste somit die christliche Gedankenwelt.

Für Maimonides war die hebräische Übertragung seiner arabisch geschriebenen Werke von größter Bedeutung. Als ihn einige Rabbiner in Lunel in einem Brief baten, den Führer der Unschlüssigen auf Hebräisch zu übersetzen, antwortete er, er wünschte, er wäre jung genug, um dies zu tun.
Isaak Abrabanel, Schem Tov ibn Falaquera und Salomon Maimon veröffentlichten Kommentare zum Führer der Unschlüssigen. Zu den moderneren jüdischen Denkern, die von diesem Werk beeinflusst wurden, gehören neben Moses Mendelssohn, dem Vater der Haskala, auch Nachman Krochmal, Samuel David Luzzatto (der sich gegen den Rationalismus Maimonides’ wandte), Salomon Ludwig Steinheim, Hermann Cohen und Achad Ha'am. Die wichtigste zeitgenössische Kritik im Rahmen des Maimonidesstreits stammte von Abraham ben David von Posquières, der Maimonides hauptsächlich Nachlässigkeit beim Zitieren autoritativer Quellen vorwarf. Später wandten sich zahlreiche jüdische Gelehrte gegen das Eindringen aristotelischer Ideen in die jüdische Geisteswelt, darunter vor allem der spanisch-jüdische Gelehrte Chasdaj Crescas (1340–1411), dessen Hauptwerk Or Adonai bzw. Or Haschem bedeutenden Einfluss auf Spinoza ausübte (siehe dazu: Manuel Joël, Beiträge zur Geschichte der Philosophie, Breslau 1876).
Maimonides übte seit dem 13. Jahrhundert einen bedeutenden Einfluss auf die scholastische Gedankenwelt aus. Insbesondere ihr Hauptvertreter Thomas von Aquin setzte sich sowohl in der Summa theologica als auch in der Summa contra gentiles kritisch mit Maimonides auseinander. Einerseits akzeptierte er dessen These, dass die zeitliche Erschaffung der Welt durch philosophische Argumentation weder bewiesen noch widerlegt werden könne; andererseits widersetzte er sich der radikalen Absage des Rabbi Moyses an alle göttlichen Attribute, die den Menschen zum Versuch einer Erklärung der göttlichen Existenz aus ihrer Erfahrung in der geschaffenen Welt dienen. Der Versuch von Maimonides, die Kosmologie der Peripatetiker mit dem Glauben an die Schöpfungsgeschichte gemäß der Genesis zu verbinden, stieß bei Albertus Magnus auf offene Ohren. 1928 veröffentlichten Forschungen von Josef Koch ist zu entnehmen, dass Meister Eckhart ebenfalls in hohem Maße von Maimonides beeinflusst ist. Auch De docta ignorantia von Nikolaus von Kues enthält Passagen aus dem Dux neutrorum, der lateinischen Fassung des Führers der Unschlüssigen. Weitere Scholastiker, die sich mit Maimonides auseinandersetzten, sind Alexander von Hales, Wilhelm von Auvergne und Duns Scotus. Aegidius Romanus schrieb um 1270 eine Abhandlung unter dem Titel Errores philosophorum („Die Irrtümer der Philosophen“), deren 12. Kapitel einer Widerlegung von Maimonides’ Ansichten gewidmet ist.

### Ausgaben, Übersetzungen
- Husain Ata´i (Hrsg.): Dalalat al-ha´irin. Üniv., Ankara 1974 (arabische Transkription).
- Agostino Giustiniani, Augustinus Justinianus (Hrsg.): Rabbi Mossei Aegyptii Dux seu Director dubitantium aut perplexorum, Paris 1520; ND von Kurt Flasch, Frankfurt: Minerva Journals 1964, ISBN 3-86598-129-1 (Textbasis: hebr. Übers. des Juda al-Charisi; erste vollständige latein. Übers.; im Umkreis des Erasmus ediert).
- Salomon Munk (Hrsg.): Le Guide des égarés. Traité de théologie et de philosophie par Moïse ben Maimoun dit Maïmonide. Réimpression photomechanique de l’édition 1856–1866. Zeller, Osnabrück (kritische Ausgabe des judäoarabischen Textes nebst französischer Übersetzung und Kommentar).
- Shlomo Pines (Hrsg.): The guide of the perplexed. Univ. of Chicago Pr., Chicago 1963 (die allgemein gebräuchliche Übersetzung).
- Führer der Unschlüssigen. Übers. (und Kommentar) v. Adolf Weiß, Berlin 1923/24; 3. Aufl. Meiner, Philosophische Bibliothek 184a-c, Hamburg 1995, ISBN 3-7873-1144-0 (Online-Ausgabe der Erstausgabe, UB Frankfurt).
- Michael Friedländer: The guide of the perplexed of Maimonides, Hebrew Publishing Co., New York 1881 (Digitalisat UB Frankfurt; Digitalisat Online Library of Liberty)
- Y. Kafih (Hrsg.): Moreh Nevukhim. Mosad ha-Rav Kook, Jerusalem 1972 (hebräische Übersetzung).
- Michael Schwarz (Hrsg.): Moreh Nevukhim. Tel Aviv University Press, Tel Aviv 2002 (gebräuchliche hebräische Neuausgabe).

### Sekundärliteratur
- Manuel Joël: Die Religionsphilosophie des Mose b. Maimon, 1859.
- Mose b. Maimon, sein Leben, seine Werke und sein Einfluss, I. 1908, II. 1914 (darin: Bloch, Charakteristik und Inhaltsangabe des Moreh Nebuchim).
- Israel Efros: Philosophical Terms in the Moreh Nebukim, New York 1924.
- Encyclopedia Judaica, Bd. 11, S. 767–777.
- Fritz Bamberger: Das System des Maimonides. Eine Analyse des More Newuchim vom Gottesbegriff aus. Schocken, Berlin 1935.
- Gesellschaft zur Förderung der Wissenschaft des Judentums (Hrsg.): Maimonides. Sein Leben, seine Werke und sein Einfluss, 1971.
- Aviezer Ravitzky: Samuel Ibn Tibbon and the Esoteric Character of the Guide of the Perplexed. In: Association for Jewish Studies (AJS) Review, 6. Jahrgang, 1981, S. 87–123.
- Friedrich Niewöhner, Maimonides. Aufklärung und Toleranz im Mittelalter, 1987.